# Eremias killasaifullahi
Eremias killasaifullahi — вид ящірок роду ящурка (Eremias) родини ящіркових (Lacertidae). Описаний у 2022 році.

## Назва
Видова назва killasaifullahi вказує на типове місцезнаходження.

## Поширення
Ендемік Пакистану. Мешкає у горах округу Кілла-Сайфулла провінції Белуджистан.

## Спосіб життя
Населяє кам'янисті пустелі на висоті 2500 метрів над рівнем моря.